# Gjódzsi

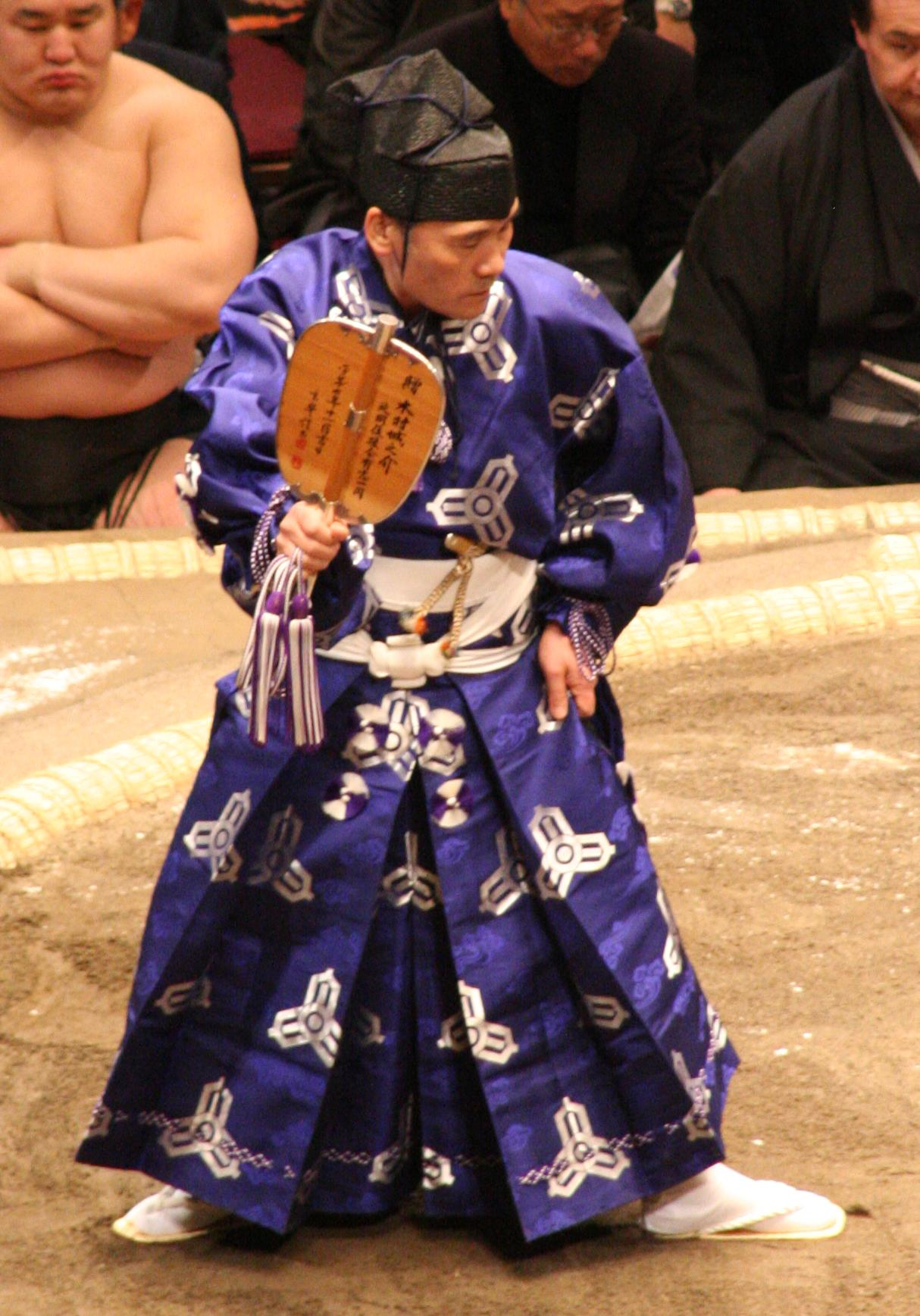
Egy szumógjódzsi, a 37. Sikimori Inoszuke.

A gjódzsi (行司) a japán szumóbirkózás döntőbírója. Csak férfi lehet, mint mindenki, aki megérintheti a dohjót.
A gjódzsik általában tinédzserkorban lépnek a szumó világába, és a Japán Szumószövetség (日本相撲協会 Nihon Sumō Kyōkai) alkalmazottai maradnak nyugdíjas korukig (65 év). Minden gjódzsi szumóistállóhoz tartozik. Jelenleg több, mint 40 aktív gjódzsi bíráskodik, átlagosan istállónként egy, habár van, ahol egynél többen vannak, míg máshol egyáltalán nincsenek.

## Feladatai
A gjódzsik elsődleges felelősségi köre a döntőbírói feladatok ellátása egy szumóbirkózó küzdelem során. Miután a segítő (jobidasi) szólította a birkózókat, az ő feladata felügyelni a küzdelem előtti rituálékat, majd a kezdő támadást (tacsi-ai) is. Szóban jelzi a felkészülési idő leteltét (amely a felső osztályban maximum 4 percig tarthat): "jikan desu, ryote wo tsuite", azaz "itt az idő, kezeket letenni", majd a harci legyezőjével (gunbai) jelt ad a kezdésre (bár valójában a rikisiktől függ, hogy mikor indítják a tacsi-ait). Előfordul, hogy felszólítja a birkózókat a kezdésre: "kamaete, matta nashi!", azaz "kezdővonalhoz, lejárt az idő!" A gjódzsi a mérkőzés során jelzi a birkózóknak, hogy a küzdelem még tart-e, vagy már véget ért, ezt általában a "nokotta, nokotta!" felkiáltásokkal jelzi, mely nagyjából annyit tesz, hogy "még bent vagy" (előfordul ugyanis, hogy a rikisik nem veszik észre, hogy kiléptek a körből). Mindezek mellett ösztönzi a birkózókat a küzdelem folytatására, amennyiben a rikisik statikus pozíciót vesznek fel, például amikor mindketten erősen megragadták a másik övét (mawashi) és egymásnak feszülve megálltak. Ilyenkor a "hakkeyoi, eh! hakkeyoi, eh!" felkiáltásokkal biztatja őket. A küzdelem végén a gjódzsi állapítja meg, hogy ki lett a győztes, valamint a győztes technikát (kimarite) is közli.
A gjódzsi öltözékének egyik legszembetűnőbb darabja a díszes, tömör fából készült harci legyezője (gunbai), melyet több célra is használ: a felkészülés vége vagy a győztes oldal jelzésénél, továbbá az esetleges pénzdíjak átadásakor is szerepet kap a legyező.
A gjódzsi döntése nem feltétlenül végleges, az a dohjó körül elhelyezkedő simpanok azaz a bírók által felülírhatók. Egyet nem értés esetén a simpan-ii (mind az öt bíró) bemegy a küzdőtér közepére tanácskozni (mono-ii). Ha egyetértésre jutottak, megváltoztathatják a döntőbíró ítéletét, vagy újrajátszást (torinaoshi) is elrendelhetnek. A simpanok fel vannak szerelve rádiós fülhallgatóval is, amely biztosítja számukra a videószobában elhelyezkedő két további bíróval az összeköttetést. A tanácskozásban a gjódzsi nem automatikusan vesz részt, csak akkor, ha erre külön megkéri őt a többi bíró. Többször előfordul, hogy nehezen állapítható meg a győztes (például a döntőbíró nem láthatta jól, hogy ki ért hozzá először a dohjó felületéhez a talpán kívül valamely más testrészével, tipikusan amikor egyszerre esnek földre a rikisik), viszont a gjódzsinak ilyenkor is szinte a másodperc tört része alatt kell döntést hoznia. Ez nagy pszichikai megterhelést jelent számukra: ha a simpan-ii túl sok döntését kérdőjelezi meg vagy írja felül, az rossz fényt vet a gjódzsira; ez hosszú távon az előmenetelét is befolyásolhatja.
A bíráskodás mellett a gjódzsiknak vannak egyéb feladatai is. A tornák (honbasó) ideje alatt részt vesznek az egyes páros mérkőzések résztvevőinek kijelölésében, továbbá a segítők (jobidasik) mellett még nekik is be kell jelenteniük a küzdőket és a szponzorokat is a küzdelmet megelőzően. Ők felelősek a birkózók hivatalos mérlegének vezetéséért, valamint a győzelmi technika megállapításáért is (kimarite). A tornák között közreműködnek az egyes birkózók következő tornára vetített rangsorolásában, mely rangsort később felvezetnek egy kínos precizitással megrajzolt hivatalos dokumentumra, a banzukéra. Mindezeken felül az egyes gjódzsik karrierjük során végig egy-egy szumóistállóhoz (hejához) tartoznak, ahol sok apróbb feladatot is el kell látniuk, segítve ezzel a heja vezetőjét.

## Rangsor
A gjódzsik előmenetele egy rangsorolási rendszeren alapul, mely az elnevezések tekintetében megegyezik a szumóbirkózókéval. Az egyes rangok névben tükrözik azt a birkózói rangot, amelyek közötti küzdelmeken a döntőbíró jogosult bíráskodni. A szumóbirkózókkal ellentétben viszont a gjódzsik előléptetésénél nagy szerepe van az egyes rangokhoz tartozó pozíciókban eltöltött szolgálati időnek. Általánosságban elmondható, hogy ha egy döntőbíró nem hoz túl sok rossz, a mérkőzések kimenetelét befolyásoló döntést (győztes kihirdetése), akkor az alsóbb rangokon az előmenetel automatikus, ez alól kivétel a legfelső rang (tate-gjódzsi), ahol már inkább a vezetői képességek játszanak fontos szerepet.
A gjódzsi rangok csökkenő sorrendben:
- tate-gjódzsi:  vezető gjódzsi
- szanjaku-gjódzsi
- makuucsi-gjódzsi
- dzsúrjó-gjódzsi
- makusita-gjódzsi
- szandanme-gjódzsi
- dzsonidan-gjódzsi
- dzsonokucsi-gjódzsi

A legmagasabb rangú gjódzsik személyi asszisztenst is kapnak (cukebito) az istállóból, csakúgy, mint a magas rangú szumóbirkózók (szekitori). Ezek lehetnek kezdő bírók vagy birkózók is. Van egy babona a szumó világában, mely szerint az a birkózó, aki egy gjódzsi asszisztense, nem fogja sokra vinni.

## Öltözet
A mérkőzések vezetése során a rangidős gjódzsi selyemből készült díszes öltözéket visel, ennek stílusa és szabása a középkori Japánban, a Asikaga időszakban hordott ruhákon alapul.

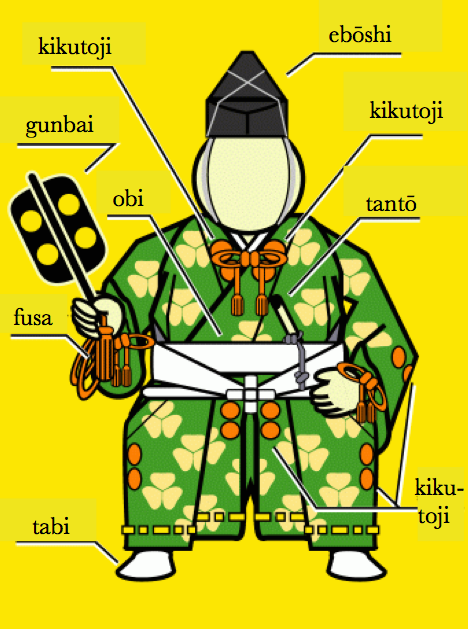

A szumóbirkózókhoz hasonlóan a makusita vagy annál alacsonyabb rangú gjódzsik a rangban felettük állóknál sokkal egyszerűbb öltözetet viselnek. Ezek a térdig érő ruhák többnyire pamutból készülnek selyem helyett. A ruhákon számos kör alakú, felvarrt díszítés (kikutoji - rozetta) és bojt (fusa) található, ezek általában zöld színűek, de lehetnek feketék is. Ők a dohjóba mezítláb kell belépjenek, nem viselnek semmit a lábukon.
A legalacsonyabb szenior rangra, a dzsúrjóra történő előléptetést követően a gjódzsik egy díszesebb, teljes hosszúságú, selyemből készült ruhára váltanak. A kikutoji és fusa színe is változik ezzel zöld-fehérre. Ilyenkor már jogosulttá válnak fehér zoknit is (tabi) hordani.
Ahogy a gjódzsi feljebb lép a ranglétrán, vannak további, az öltözetet érintő kisebb változások:
A makuucsi rangú gjódzsiknál csak a kikutoji és fusa színe változik narancs-fehérre.
A szanjaku rang elérése után a kör alakú díszítések és bojtok teljesen narancssárga színűek lesznek, továbbá a rozetták, bojtok színe teljesen narancsra vált. Ettől a rangtól kezdve hordhat zoknin kívül papucsot (zóri) is a gjódzsi.
Ahogy az már fent említésre került, a két legmagasabb rangú gjódzsit tate-gjódzsinak nevezik, melynek szumó birkózói rang megfeleltetései a jokozuna és az ózeki. Az ő esetükben a kikutoji és a fusa lila-fehér színű az alacsonyabb, míg teljesen lila a magasabb rangúnál. Ők a hagyományos öltözéken kívül még egy tantót (japán tőrt) is hordanak maguknál az övükbe tűzve. Ennek a tradicionálisan az a jelentősége, hogy döntéseiket nagyon komolyan kell venni, továbbá ők maguk is teljes felelősséget vállalnak tetteikért és készek rituális öngyilkosságot (szeppukut) elkövetni, amennyiben bíróként hibáznak. A valóságban, ha a tate-gjódzsik győztest megnevező döntését a simpan-ii megváltoztatja, szinte elvárás velük szemben, hogy benyújtsák a pozícióról való lemondásukat. Ezt a lemondást azonban a Japán Szumószövetség elnöke legtöbbször elutasítja. A lemondás egyfajta bocsánatkérő gesztus a tate-gjódzsi részéről, melyben elismeri a hibáját. Ritkán ugyan, de volt már példa arra, hogy a lemondást elfogadták, vagy a szóban forgó gjódzsit felmentették egy rövid időre.

## Ringbeli nevek
Mint a Szumószövetség szinte minden tagja esetében, ideértve a birkózókat és azok edzőit (ojakata), a gjódzsik is felvesznek egy másik nevet amikor megkezdik döntőbírói pályafutásukat. Ez a név változhat az előléptetéseket követően. Eredetileg (egészen az Edo-kor végéig) ezek a nevek valamely befolyásos, a szumóval összefüggésbe hozható nemesi család családnevei voltak, például Kimura, Sikimori, Josida, Iwai, Kisze vagy Nagasze. A családokhoz tartozó gjódzsik tőlük származtatták nevüket. Idővel azonban a nemesi családok szumóra gyakorolt hatása egyre csökkent, míg végül csak két családnév maradt, a Kimura és a Sikimori. Később ezek a nevek is teljesen elvesztették a kapcsolatot azokkal a konkrét nemesi családokkal, amelyekhez eredetileg kötődtek.
Ma minden gjódzsi a Kimura vagy Sikimori családnevet választja ringbeli névként, attól függően, hogy a nekik otthont adó istálló mely hagyományokhoz kötődik jobban. Vannak kivételek ezen elnevezési szokásjog alól, de nagyon ritkák. A Kimura ringbeli névvel bíró gjódzsik háromszor annyian vannak, mint a Sikimori családi nevűek. Az alacsonyabb rangú gjódzsik először a saját keresztnevüket használják a Kimura vagy Sikimori után, majd ahogy emelkednek a bírói rangsorban, ezt a nevet egyfajta címként átadják egymásnak. Vagy egy rangidős döntőbírótól kapnak új nevet (aki lehet a mentoruk is), vagy pedig egy éppen használaton kívüli, de létező, valaha használt és elismert bírói nevet kapnak. Ez az elnevezési szokás jól nyomon követhető például a banzukén, ahol a fiatalabb, alacsonyabb rangú gjódzsiknak modern, míg a magas rangúaknak régiesebb hangzású keresztnevük van, melyet generációkon keresztül adtak át egymásnak a tapasztaltabb döntőbírók. A ranglétrán való felemelkedés elsősorban a koron múlik, viszont döntőbíró mérkőzésvezetői teljesítménye, pontossága és dohjó-beli viselkedése is meghatározó tényező.
A gjódzsi ranglétra tetején elhelyezkedő tate-gjódzsik, mindig a Kimura Sónoszuke és Sikimori Inoszuke neveket viselik, az első a magasabb, a második az alacsonyabb rangú bírót jelenti. Ők csak a versenynap vége felé soron következő néhány, legmagasabb (szanjaku) rangú küzdelmet vezetik. Ennek a két névnek van a leghosszabb, leggazdagabb története a gjódzsi-nevek között. Az általános gyakorlat szerint ha a magasabb rangú Kimura Sónoszuke a 65. életévét betöltve visszavonul, a rangsorban utána következő Sikimori Inoszuke követi őt a pozíción egy bizonyos átmeneti idő eltelte után.

### Jelenlegitate-gjódzsik
- 37. Kimura Sónoszuke, igazi neve: Szaburó Hatakejama, a Tomozuna istálló tagja, tisztségét betöltötte 2013. novembertől 2015. márciusig.
- 40. Sikimori Inoszuke, igazi neve: Icuo Noucsi, a Mijagino istálló tagja, tisztségét 2013 márciusától kezdődően jelenleg is betölti.

## Fordítás
Ez a szócikk részben vagy egészben  a   Gyōji című angol Wikipédia-szócikk ezen változatának fordításán alapul.  Az eredeti cikk szerkesztőit annak laptörténete sorolja fel. Ez a jelzés csupán a megfogalmazás eredetét és a szerzői jogokat jelzi, nem szolgál a cikkben szereplő információk forrásmegjelöléseként.